# Большая ржака
«Больша́я ржа́ка» — российский комедийный фильм 2012 года. 
Вышел на экраны 2 августа 2012 года.

## Сюжет
В провинциальном городке на местном ТВ прозябают два друга — Ширяев и Молоток, и их коллега — красавица Надя. Все трое мечтают разбогатеть и стать столичными звёздами. Неожиданно им в голову приходит идея: устроить реалити-шоу , участники которого должны отыскать золото Колчака. Одержимые жадностью герои шоу пускаются в гонку за кладом на самолётах, поездах и автомобилях. В пути их ждут сумасшедшие приключения, и все они ещё не знают главного секрета…

## В ролях
| Актёр                 | Роль                            |
| --------------------- | ------------------------------- |
| Гарик Харламов        | голос за кадром                 |
| Сергей Писаренко      | Молоток                         |
| Евгений Никишин       | Ширяев                          |
|                       |                                 |
| Ирина Медведева       | Надя                            |
| Сергей Дорогов        | Алмазов                         |
| Александр Семчев      | Иван Иваныч                     |
| Александр Робак       | Шурик Бычков                    |
| Анна Семенович        | Ульяна                          |
| Виктор Добронравов    | Пётр                            |
| Владимир Зайцев       | участковый Адольф Виссарионович |
| Григорий Сиятвинда    | жених                           |
| Максим Коновалов      | десантник                       |
| Андрей Кайков         | Филипп                          |
| Александра Флоринская | Анжела                          |
| Михаил Владимиров     | Эндрю                           |
| Алёна Яковлева        | Эльза                           |
| Алёна Ивченко         | Клара                           |
| Игорь Золотовицкий    | спонсор                         |
| Владимир Симонов      | пилот                           |
| Любовь Толкалина      | стюардесса                      |
| Ольга Волкова         | бабушка                         |
| Светлана Пермякова    | продавщица в секс-шопе          |

## Критика
В день премьеры журналистка издания «Коммерсантъ» Лидия Маслова написала рецензию, где она сказала следующее:
«Большая ржака» так и остается скетчкомом, альманахом однострочных шуток, мало связанных сюжетом — такие шутки можно засунуть в фильм, а можно просто рассылать за небольшую плату эсэмэсками.
3 сентября 2012 года российский видеоблогер и кинокритик Евгений Баженов выпустил обзор, в котором он оценил качество юмора в картине как низкое. В конце обзора BadComedian назвал картину «Худшим фильмом всех времён и народов», удостоив её «Михалоскара» (шуточный аналог «Золотой малины»).
На КиноПоиске фильм имеет рейтинг 1,4/10, что также означает «в целом негативные отзывы».
Режиссёр Виталий Москаленко в интервью Юрию Дудю признавался, что ему безумно стыдно за этот фильм, и что он жалеет, что при съёмке фильма постоянно шёл на компромиссы.